# Shangri-La Valley
Das Shangri-La Valley ist ein kleines, begrüntes Tal im Nordosten der Lagotellerie-Insel in der Marguerite Bay vor der Fallières-Küste des Grahamlands auf der Antarktischen Halbinsel.
Herwil M. Bryant (1916–2003), Teilnehmer an der United States Antarctic Service Expedition (1939–1941), erkundete es zwischen 1940 und 1941. Er benannte es wegen der üppigen Vegetation nach dem fiktiven Sehnsuchtsort Shangri-La aus James Hiltons 1933 veröffentlichten Roman Der verlorene Horizont.